# Everything Will Be Alright in the End
| 전문가 평가          | 전문가 평가 |
| 총 점수              | 총 점수     |
| 출처                 | 점수        |
| -------------------- | ----------- |
| AnyDecentMusic?      | 6.4/10      |
| 메타크리틱           | 77/100      |
| 평가 점수            |             |
| 출처                 | 점수        |
| AllMusic             | [ 3 ]       |
| Alternative Press    | [ 4 ]       |
| The A.V. Club        | B           |
| Entertainment Weekly | B−          |
| The Guardian         | [ 7 ]       |
| Mojo                 | [ 8 ]       |
| NME                  | 7/10        |
| Pitchfork            | 6.5/10      |
| Q                    | [ 11 ]      |
| Rolling Stone        | [ 12 ]      |

《Everything Will Be Alright in the End》는 2014년 10월 7일에 발매된 미국의 록 밴드 위저의 아홉 번째 스튜디오 음반이다. 리퍼블릭 레코드가 발매한 위저의 유일한 음반이며, 이전에 《Blue Album》 (1994년)과 《Green Album》 (2001년)을 프로듀싱한 릭 오케이섹이 프로듀싱한 세 번째이자 마지막 위저 음반이다.
위저의 이전 두 음반인 《Raditude》 (2009년)와 《Hurley》 (2010년)의 일렉트로닉 팝 프로듀싱에서 벗어나, 그 밴드의 이전 음반들을 더 연상시키는 사운드로 돌아왔다. 그 가사는 가수 리버스 쿼모가 그의 아버지 인물들, 팬들, 그리고 여성들과의 관계를 다루고 있다.
이 음반은 긍정적인 평가를 받았고 《Pinkerton》 (1996년) 이후 가장 호평을 받은 위저 음반이 되었다. 이 음반은 빌보드 200 톱 5에 오른 다섯 번째 음반으로, 5위에 올랐고 첫 주에 34,000장이 팔렸다. 이 음반은 세 개의 싱글 〈Back to the Shack〉, 〈Cleopatra〉, 그리고 〈Da Vinci〉가 지원했다. 2016년 초, 이 음반은 미국에서 100,000장이 팔렸다.

## 배경 및 녹음
2010년, 위저는 두 장의 음반 《Hurley》와 미공개 자료 모음인 《Death to False Metal》을 발매했다. 발매 직후, 밴드는 2011년 발매를 목표로 아홉 번째 스튜디오 음반 작업을 시작했다고 발표했다. 밴드의 이전 두 곡의 발매 작업을 했던 숀 에버렛이 프로듀싱할 예정이었던 이 음반은 보류되었다. 이때 밴드의 프론트맨 리버스 쿼모는 "우리는 막 열 번째 음반 작업을 시작했습니다. 이 노래들은 《Hurley》와는 완전히 다른 것으로 들립니다. 《Hurley》는 약간 어두웠고, 신곡들은 당신이 16살인 것처럼 들립니다."라고 말했다. 밴드는 주요 작곡가인 쿼모가 더 많은 자료를 쓸 시간을 주기 위해 음반 작업을 포기했다.
쿼모는 "복잡하고 고전적인 음반"을 만들기 원했지만, 공백기 동안 창의적인 벽에 부딪혔다. 2013년 5월, 매년 사마타나 명상 여행에 이어, 쿼모는 "음반의 강력한 비전"을 떠올렸다. 그는 여름 내내 작업을 계속하면서, 2014년 1월에 새로운 음반 녹음을 시작할 계획을 발표했다. 릭 오케이섹이 음반의 프로듀서로 발표되었고, 오케이섹은 《Blue Album》 (1994년)과 《Green Album》 (2001년)으로 알려진 밴드의 셀프 타이틀의 첫 번째와 세 번째 음반을 제작했다. 밴드는 그들이 "새로운 것들을 탐험하고 시도할 수 있는" 동시에, 그가 "사운드, 분위기, 그리고 밴드가 온 곳의 에너지"로 돌아갈 수 있다는 느낌에 따라 그를 프로듀서로 선택했다. 베이시스트 스콧 슈리너는 오케이섹의 프로듀싱 스타일을 "매우 진지"하다고 묘사했다.
이 밴드는 캘리포니아주 로스앤젤레스에 위치한 녹음 스튜디오인 더 빌리지에서 음반의 대부분을 녹음했다. 2014년 3월 19일, 위저는 밴드의 공식 유튜브 계정에 "in the studio now"라는 단어로 끝나는 두 곡의 신곡 클립을 공개했다. 6월 13일, 음반 제목이 발표되었다.

## 상업적 성과
《Everything Will Be Alright in the End》는 34,000장이 팔리며 빌보드 200에서 5위로 데뷔했고, 위저의 다섯 번째 톱 5 음반이자 밴드의 일곱 번째 톱 10 음반이 되었다. 이 음반은 3,500장이 팔리며 캐나다 음반 차트에서 10위로 데뷔했다. 이 음반은 2016년 3월 현재 미국에서 100,000장이 팔렸다. 2016년 9월 현재 이 음반은 전 세계적으로 225,000장이 넘게 팔렸다.

## 곡 목록
| #   | 제목                                               | 작사·작곡                      | 재생 시간 |
| --- | -------------------------------------------------- | ------------------------------ | --------- |
| 1.  | 〈Ain't Got Nobody〉                               | 리버스 쿼모                    | 3:21      |
| 2.  | 〈Back to the Shack〉                              | 쿼모, 제이콥 카셔              | 3:05      |
| 3.  | 〈Eulogy for a Rock Band〉                         | 쿼모, 대니얼 브룸멜, 린 슬레거 | 3:25      |
| 4.  | 〈Lonely Girl〉                                    | 쿼모, 조슈아 알렉산더          | 2:49      |
| 5.  | 〈I've Had It Up to Here〉                         | 쿼모, 저스틴 호킨스            | 2:49      |
| 6.  | 〈The British Are Coming〉                         | 쿼모                           | 4:08      |
| 7.  | 〈Da Vinci〉                                       | 쿼모, 알렉산더                 | 4:05      |
| 8.  | 〈Go Away (Feat. 베서니 코센티노)〉                | 쿼모, 베서니 코센티노          | 3:13      |
| 9.  | 〈Cleopatra〉                                      | 쿼모                           | 3:11      |
| 10. | 〈Foolish Father〉                                 | 쿼모, 패트릭 스티클스          | 4:31      |
| 11. | 〈The Futurescope Trilogy: I. The Waste Land〉     | 쿼모                           | 1:56      |
| 12. | 〈The Futurescope Trilogy: II. Anonymous〉         | 쿼모                           | 3:19      |
| 13. | 〈The Futurescope Trilogy: III. Return to Ithaka〉 | 쿼모                           | 2:17      |